# 제로 (록맨 제로)
제로(ZERO, ゼロ)는 록맨 제로에서 나오는 주인공이다.

## 소개
본작의 주인공. 오랜시간 동안 봉인되었다가 시엘에 의해 깨어난다. 처음에는 자신의 보디를 오리지널로 믿고 있었지만 나중에는 닥터 바일이 만든 가짜 보디에 정신데이터가 넣어졌음을 알게 된다. 록맨 X 시리즈 로부터 약 200년 후의 세계관, 평행세계라는 주장도 있다.